# 授刀舎人
授刀舎人（たちはきのとねり/じゅとうとねり）は、奈良時代（8世紀）の武官の一種。左右近衛府の舎人の前身であり、授刀・帯剣舎人とも呼ばれた。最初は授刀舎人寮に所属し、その後、授刀舎人寮が中衛府に改称されるにあたり一旦消滅するが、天平18年（746年）に騎舎人（うまのとねり）を改める形で再設置された。

## 概要
内舎人・兵衛同様、兵仗を帯びて、禁中の警固にあたるのを任務としていたと思われる。元明天皇即位直後の慶雲4年（707年）7月に彼らを統轄する授刀舎人寮が設置されたことを考えると、恐らく皇嗣であった首皇子（のちの聖武天皇）の地位の擁護が主目的であったようである。
神亀4年（727年）10月以降、史書からはその名前が消滅するが、これは翌神亀5年（728年）7月に授刀寮を改編する形で中衛府が設置され、寮に所属する授刀舎人も中衛舎人となったと考えられている。
天平18年（746年）2月、「騎舎人」を改める形で「授刀舎人」が再設置されている。「騎舎人」は天平12年（740年）以降の度重なる行幸や遷都に際して、聖武天皇の身辺警固の必要から設置された騎兵とされている。この頃、聖武天皇は天平17年（745年）5月に平城京に還都したが、8月には難波宮へ行幸し、そのまま9月に重病を患い、月末になってやっと平城京にもどることができた。後年になって明らかとなったことだが、当時は橘奈良麻呂の謀反の動静など皇嗣問題が切迫化しつつある状況にあった。笹山晴生は神護景雲3年（769年）10月の称徳天皇の宣命の第45詔、
を聖武天皇譲位の勅とし、その文言にある「朕が東人に刀授けて」をこの時の授刀舎人の再設置と関連させて考察し、皇嗣としての阿倍内親王（孝謙・称徳天皇）の身辺保全の任務を担うものと意義づけている。つまり、この第二次「授刀舎人」は聖武天皇に直属する舎人でありながら、皇太子阿倍内親王の身辺護衛を目的に設置されたと考えられている。
第二次授刀舎人は、聖武上皇崩御後の天平勝宝8歳（756年）7月に、400人を定員とし、その名籍を中衛府が管理することになった。ただし、授刀舎人の名称はそのままとされ、中衛舎人とは別のものとされている。その後、天平宝字3年（759年）12月の授刀衛の成立により、授刀舎人は中衛府から授刀衛への所属に変わり、称徳天皇重祚後の天平神護元年（765年）2月には、授刀衛の近衛府への改編に伴ない、近衛舎人となった。